# Desenvolvimento da personalidade
O desenvolvimento da personalidade engloba a construção e desconstrução dinâmicas de características integrativas que distinguem um indivíduo em termos de traços comportamentais interpessoais. O desenvolvimento da personalidade está em constante mudança e sujeito a fatores contextuais e experiências que alteram a vida. O desenvolvimento da personalidade também é dimensional na descrição e de natureza subjetiva. Ou seja, o desenvolvimento da personalidade pode ser visto como um continuum que varia em graus de intensidade e mudança. É de natureza subjetiva porque seu conceito está enraizado em normas sociais de comportamento esperado, autoexpressão e crescimento pessoal.
O ponto de vista dominante na psicologia da personalidade indica que a personalidade emerge cedo e continua a desenvolver-se ao longo da vida. Acredita-se que os traços de personalidade do adulto tenham uma base no temperamento infantil, o que significa que as diferenças individuais de disposição e comportamento aparecem cedo na vida, potencialmente antes do desenvolvimento da linguagem de autorrepresentação consciente. O modelo de cinco fatores de personalidade mapeia as dimensões do temperamento infantil. Isso sugere que as diferenças individuais nos níveis dos traços de personalidade correspondentes (neuroticismo, extroversão, abertura à experiência, amabilidade e consciência) estão presentes desde a tenra idade.